# كرايغ تايلور (لاعب كرة قدم أمريكية)
كرايغ تايلور (بالإنجليزية: Craig Taylor)‏ هو لاعب كرة قدم أمريكية أمريكي، ولد في 3 يناير 1966 في إليزابيث في الولايات المتحدة.

## وصلات خارجية
- كرايغ تايلور على موقع مرجع كرة القدم المحترفة.كوم (الإنجليزية)